# Prionobelum multidenta
Prionobelum multidenta är en mångfotingart som först beskrevs av Wang och Zhang 1993.  Prionobelum multidenta ingår i släktet Prionobelum och familjen Zephroniidae. Inga underarter finns listade i Catalogue of Life.